# マイビューパーズ
マイビューパーズ（欧字名:My Bupers、1967年6月1日 - 1989年以降）は、アメリカ合衆国の競走馬、繁殖牝馬。
競走馬としては13戦して未勝利に終わるが、繁殖牝馬としては1976年エクリプス賞最優秀短距離馬のマイジュリエットを出すなど、大きな成功を収めた。牝系子孫からはアメリカのみならずヨーロッパや日本のGIレースを勝つ競走馬が多数出ている。

## 産駒一覧
- マイジュリエット / My Juliet（牝 1972年生 父Gallant Romeo）：36戦24勝、ヴォスバーグH（米G2）など重賞6勝[3]。1976年エクリプス賞最優秀短距離馬。
- ダブルリヴァイヴァル / Double Revival（牡→騸 1973年生 父Grand Revival）：164戦20勝[4]。
- アワーペイジ / Our Paige（牝 1974年生 父Grand Revival）：13戦2勝[5]。
- アジャリ / Adjarie（牡 1975年生 父不明）：8戦0勝[6]。
- アワーロメオ / Our Romeo（牡 1976年生 父Gallant Romeo）：13戦4勝[7]。
- プリンセスジュリエット / Princess Juliet（牝 1977年生 父Gallant Romeo）：不出走[8]。
- トレジャリーセクレタリー / Treasury Secretary（牡 1978年生 父Secretariat）：16戦3勝、種牡馬[9]。
- エンバラスド / Embarrassed（牝 1979年生 父Blushing Groom）：3戦1勝[10]。
- リファーズスペシャル / Lyphard's Special（牡 1980年生 父Lyphard）：16戦5勝、セプテンバーS（英G3）優勝、種牡馬[11]。ドナブリーニの母父、ロジャーバローズの母母父。
- ルレカス / Lourekas（牝 1981年生 父不明）：不出走[12]。
- スナーフィダンサー / Snaafi Dancer（牡 1982年生 父Northern Dancer）：不出走、種牡馬[13]。1983年のキーンランド当歳セールにて、当時の史上最高額である1020万ドル（当時のレートで約24億7000万円）で取引された[14]。
- ビューパーダンス / Buper Dance（牝 1983年生 父Lyphard）：不出走[15]。
- ペトコケ / Petcoke（牝 1984年生 父Giboulee）：不出走[16]。
- ニュートレンズ / New Trends（牝 1985年生 父Lyphard）：6戦1勝[17]。
- ホランドパーク / Holland Park（牡→セン 1986年生 父Alleged）：12戦1勝[18]。
- マイポッターズ / My Potters（牝 1987年生 父Irish River）：10戦1勝[19]。
- テイクマイチャンシズ / Take My Chances（牝 1989年生 父Tank's Prospect）：不出走[20]。

## 主なファミリーライン
牝系図の主要な部分（GI級競走優勝馬、日本の重賞馬）は以下の通り。*は日本に輸入された馬。
- My Bupers 1967
  - My Juliet 1972
    - Tis Juliet 1986（シュヴィーH）
    - *ステラマドリッド 1987（エイコーンS、フリゼットSなど重賞4勝）
      - Refinement 1994
        - *ライラックスアンドレース 2008（アッシュランドS）
          - ラッキーライラック 2015（阪神JF、エリザベス女王杯2回、大阪杯など重賞6勝）

      - *アイルドフランス 1995
        - スターアイル 2004
          - ミッキーアイル 2011（NHKマイルC、マイルCSなど重賞6勝）

        - アステリックス 2010
          - アエロリット 2014（NHKマイルC、毎日王冠、クイーンS）

      - エアラグドール 1996
        - エアジンクス 2001
          - ベアフルート 2009
            - クレイジーアクセル 2015（クイーン賞、ほか地方重賞3勝）

      - ダイヤモンドビコー 1998（ローズSなど重賞4勝）
      - ステラマリス 2000
        - バーナードループ 2017（兵庫CS）

    - *マイサクセション 1992
      - マイグリーン 1998
        - マイディスカバリー 2005
          - テイエムジンソク 2012（東海S、みやこS）

  - Our Paige 1974
    - Ginger Lass 1982
      - Ginger Candy 1987
        - Super Quercus 1996（ハリウッドターフC、ハリウッドダービー）

  - *ビューパーダンス 1983
    - アイリッシュダンス 1990（新潟大賞典、新潟記念）
      - ハーツクライ 2001（有馬記念、ドバイSC、京都新聞杯）
      - オメガアイランド 2002
        - オメガハートランド 2009（フラワーC）
        - オメガハートロック 2011（フェアリーS）

    - レディータイクーン 1994
      - ノンコ 2003
        - ノンコノユメ 2012（フェブラリーS、ジャパンDダービーなど重賞5勝）

  - My Potters 1987
    - Winona 1995（愛オークス）

牝系図の出典：牝系検索α

## 血統表
| マイビューパーズ（My Bupers）の血統 | マイビューパーズ（My Bupers）の血統                                                     | マイビューパーズ（My Bupers）の血統                                                     | （血統表の出典）                                                                        | （血統表の出典） |
| 父系                                | ピーターパン系                                                                          | ピーターパン系                                                                          | ピーターパン系                                                                          |                  |
| 父 Bupers 1961 黒鹿毛               | 父の父Double Jay 1944 黒鹿毛                                                            | Balladier                                                                               | Black Toney                                                                             | Black Toney      |
| 父 Bupers 1961 黒鹿毛               | 父の父Double Jay 1944 黒鹿毛                                                            | Balladier                                                                               | Blue Warbler                                                                            |                  |
| 父 Bupers 1961 黒鹿毛               | 父の父Double Jay 1944 黒鹿毛                                                            | Broomshot                                                                               | Whisk Broom                                                                             | Whisk Broom      |
| 父 Bupers 1961 黒鹿毛               | 父の父Double Jay 1944 黒鹿毛                                                            | Broomshot                                                                               | Centre Shot                                                                             |                  |
| 父 Bupers 1961 黒鹿毛               | 父の母Busanda 1947 青毛                                                                 | War Admiral                                                                             | Man o' War                                                                              | Man o' War       |
| 父 Bupers 1961 黒鹿毛               | 父の母Busanda 1947 青毛                                                                 | War Admiral                                                                             | Brushup                                                                                 |                  |
| 父 Bupers 1961 黒鹿毛               | 父の母Busanda 1947 青毛                                                                 | Businesslike                                                                            | Blue Larkspur                                                                           | Blue Larkspur    |
| 父 Bupers 1961 黒鹿毛               | 父の母Busanda 1947 青毛                                                                 | Businesslike                                                                            | La Troienne                                                                             |                  |
| 母 Princess Revoked 1959 黒鹿毛     | 母の父Revoked 1943 鹿毛                                                                 | Blue Larkspur                                                                           | Black Servant                                                                           | Black Servant    |
| 母 Princess Revoked 1959 黒鹿毛     | 母の父Revoked 1943 鹿毛                                                                 | Blue Larkspur                                                                           | Blossom Time                                                                            |                  |
| 母 Princess Revoked 1959 黒鹿毛     | 母の父Revoked 1943 鹿毛                                                                 | Gala Belle                                                                              | Sir Gallahad                                                                            | Sir Gallahad     |
| 母 Princess Revoked 1959 黒鹿毛     | 母の父Revoked 1943 鹿毛                                                                 | Gala Belle                                                                              | Bel Tempo                                                                               |                  |
| 母 Princess Revoked 1959 黒鹿毛     | 母の母Miss Muffet 1949 黒鹿毛                                                           | Challedon                                                                               | Challenger                                                                              | Challenger       |
| 母 Princess Revoked 1959 黒鹿毛     | 母の母Miss Muffet 1949 黒鹿毛                                                           | Challedon                                                                               | Laura Gal                                                                               |                  |
| 母 Princess Revoked 1959 黒鹿毛     | 母の母Miss Muffet 1949 黒鹿毛                                                           | Bona Via                                                                                | Twink                                                                                   | Twink            |
| 母 Princess Revoked 1959 黒鹿毛     | 母の母Miss Muffet 1949 黒鹿毛                                                           | Bona Via                                                                                | Goodway                                                                                 |                  |
| 母系(F-No.)                         | (FN:6-a)                                                                                | (FN:6-a)                                                                                | (FN:6-a)                                                                                | [ § 2 ]          |
| 5代内の近親交配                     | Blue Larkspur 4×3、Black Toney 4×5、North Star 5×5、Teddy 5×5、Sir Gallahad 4×5（母内） | Blue Larkspur 4×3、Black Toney 4×5、North Star 5×5、Teddy 5×5、Sir Gallahad 4×5（母内） | Blue Larkspur 4×3、Black Toney 4×5、North Star 5×5、Teddy 5×5、Sir Gallahad 4×5（母内） | [ § 3 ]          |
| 出典                                | 1. 2. 3.                                                                                | 1. 2. 3.                                                                                | 1. 2. 3.                                                                                | 1. 2. 3.         |